# Wilkiea austroqueenslandica
Wilkiea austroqueenslandica är en tvåhjärtbladig växtart som beskrevs av Karel Domin. Wilkiea austroqueenslandica ingår i släktet Wilkiea och familjen Monimiaceae. Inga underarter finns listade i Catalogue of Life.